# Strathmoor Manor (Kentucky)
Pour les articles homonymes, voir Strathmoor Manor.
Strathmoor Manor est une ville américaine située dans le comté de Jefferson, dans le Kentucky. Selon le recensement de 2020, sa population est de 351 habitants.